# Дурмасенко Олексій Олегович
Олексі́й Оле́гович Дурмасенко (1 червня 1989, Київ — 29 грудня 2014, Піски) — старший солдат Збройних сил України (псевдо «Динамо»).

## Життєвий шлях
Народився 1 червня 1989 року в Мінському районі Києва (нині Україна). Його батько, Олег Дурмасенко, художник та дизайнер (творчий псевдонім — Гліб Гржабовський) автор нагрудного знака «Герой киянин» та пам'ятного знака загиблим за Україну білорусам. Помітивши, що Олексій шульга, батьки віддали його на навчання до Академії мистецтв. Займався аматорським футболом, півзахисник. Брав уроки академічного малювання, оформлював клуби та ресторани. Поступив до Інституту декоративно-прикладного мистецтва імені Бойчука. Відвідував курси стиліста, цікавився модельним бізнесом. Обрав напрям флориста, 2011-го їде вдосконалюватися до Москви. Стає провідним флористом у елітному салоні на Рубльовці.
Під час останніх відвідин родини не зміг стояти осторонь, зводив барикади на Грушевського, зазнав осколкового поранення в ногу. Після перемоги Євромайдану повернувся до Москви.
Після початку російської агресії розраховується з роботи, повертається до України, записується добровольцем. Старший стрілець, 93-ї окремої механізованої бригади. Після місячної підготовки підрозділ зайняв позиції у Пісках.
Два з половиною тижні перебував із побратимами на ротації в АД. З двома вояками установив Державний прапор на найвищій точці відбитого у терористів терміналу, ворожа куля опалила ногу. Побував вдома у короткотерміновій відпустці.
29 грудня 2014 року загинув у бою з російськими збройними формуваннями, що атакували позиції українських військовиків під Пісками. Олексій у тому часі прийшов провідати побратимів, на блокпост напала диверсійна група противника. Дурмасенко кинувся на підмогу без бронежилета й загинув у бою — диверсант зі спини кинув гранату. Тоді ж у бою полягли Сергій Абрютін та Костянтин Дубовський.
Похований у Києві на Лісовому кладовищі.

## Нагороди
За особисту мужність і героїзм, виявлені у захисті державного суверенітету та територіальної цілісності України, вірність військовій присязі під час російсько-української війни, відзначений — нагороджений
- орденом «За мужність» III ступеня (посмертно)[1];
- нагрудним знаком «За оборону Донецького аеропорту» (посмертно);
- нагрудним знаком «Герой Киянин» (посмертно).

## Вшанування

Меморіальна дошка на будинку, де мешкав Олексій.

- У гімназії «Потенціал», яку закінчив Олексій, відкрито пам'ятну дошку його честі;
- В Інституті декоративно-прикладного мистецтва імені Бойчука, в якому вчився Олексій, відкрито пам'ятну дошку на його честь;
- У приміщенні бібліотеки № 15 по вулиці Набережно-Корчуватській, № 92 засновано Творчий Центр «імені Дурмасенка Олексія ГГ-Корчуватий-Арт» та відкрито музей Героя — кіборга «Динамо»;
- Перед під'їздом будинку на вулиці Прирічній у Києві, де мешкав Олексій, встановлено гранітну меморіальну дошку;
- Вшановується в меморіальному комплексі «Зала пам'яті», в щоденному ранковому церемоніалі 29 грудня[2][3].
- Громадська організація «Славетні Епохи України» носить почесну назву «імені Героя Ато та Революції Гідності Олексія Дурмасенка». Також Олексій є Почесним Головою (посмертно) цієї організації[4].